# State Parks in Utah
Dies ist eine Liste der State Parks im US-Bundesstaat Utah.
Die ersten offiziellen Überlegungen bezüglich State Parks in Utah gab es bereits 1925, eine öffentliche Kampagne wurde dagegen erst 1956 gestartet. Unter Gouverneur George Dewey Clyde wurde 1957 die Utah State Park Commission gegründet. Die Besucherzahlen sind seit 1957 mit 350 000 auf nahezu 4,5 Millionen im Jahr 2005 gestiegen, wobei der Wasatch Mountain State Park mit 442 069 (2006) die meisten Besucher verzeichnen kann, hingegen Camp Floyd als einer der ältesten Parks aus dem Jahre 1957 nur 13 176 (2006). Für 2008 war ein Budget von 31,7 Millionen US-Dollar verfügbar, mit dem unter anderem rund 300 hauptamtliche und ebenso viele saisonale Kräfte beschäftigt werden konnten.

## Alphabetische Auflistung
- Anasazi State Park Museum *1970
- Antelope Island State Park *1969
- Bear Lake State Park *1962
- Camp Floyd State Park Museum *1958
- Coral Pink Sand Dunes State Park *1963
- Dead Horse Point State Park *1959
- Deer Creek State Park *1971
- East Canyon State Park *1962
- Edge Of the Cedars State Park Museum *1978
- Escalante Petrified Forest State Park *1976
- Flight Park State Recreation Area *2006
- Fremont Indian State Park and Museum *1987
- Frontier Homestead State Park Museum
- Goblin Valley State Park *1974
- Goosenecks State Park *1962
- Great Salt Lake State Park
- Green River State Park *1965
- Gunlock State Park *1970
- Historic Union Pacific Rail Trail State Park *1992
- Huntington State Park *1966
- Hyrum State Park *1959
- Iron Mission State Park *1973
- Jordan River OHV State Recreation Area
- Jordanelle State Park *1995
- Kodachrome Basin State Park *1963
- Millsite State Park *1971
- Otter Creek State Park *1965
- Palisade State Park *1962
- Piute State Park *1963
- Quail Creek State Park *1986
- Red Fleet State Park *1988
- Rockport State Park *1966
- Sand Hollow State Park *2003
- Scofield State Park *1965
- Snow Canyon State Park *1962
- Starvation State Park *1972
- Steinaker State Park *1964
- Territorial Statehouse State Park Museum *1957
- This Is The Place Heritage Park *1957
- Utah Field House of Natural History State Park Museum *1959
- Utah Lake State Park *1970
- Wasatch Mountain State Park *1968
- Willard Bay State Park *1966
- Yuba State Park *1970

## Galerie

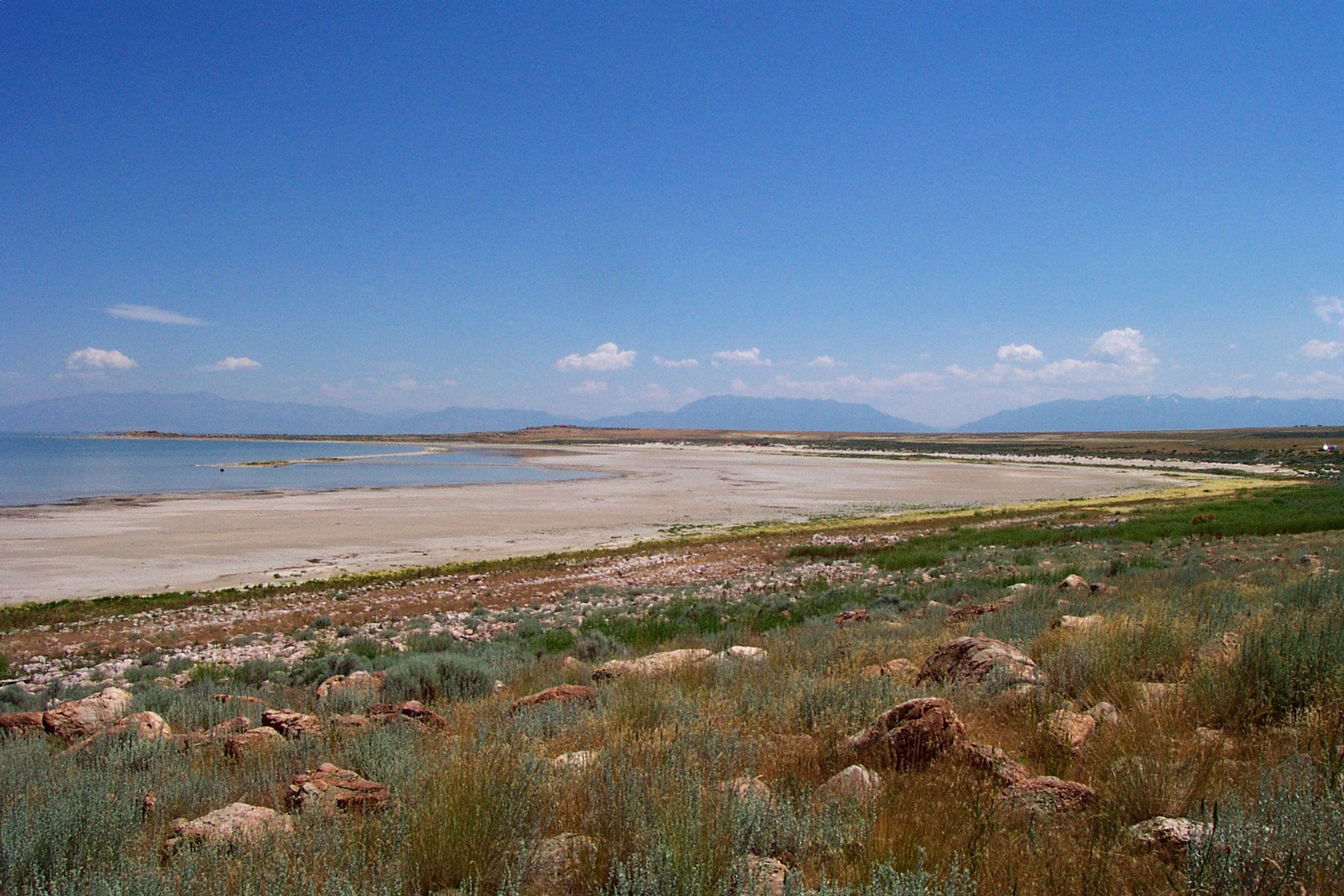
Antelope Island State Park
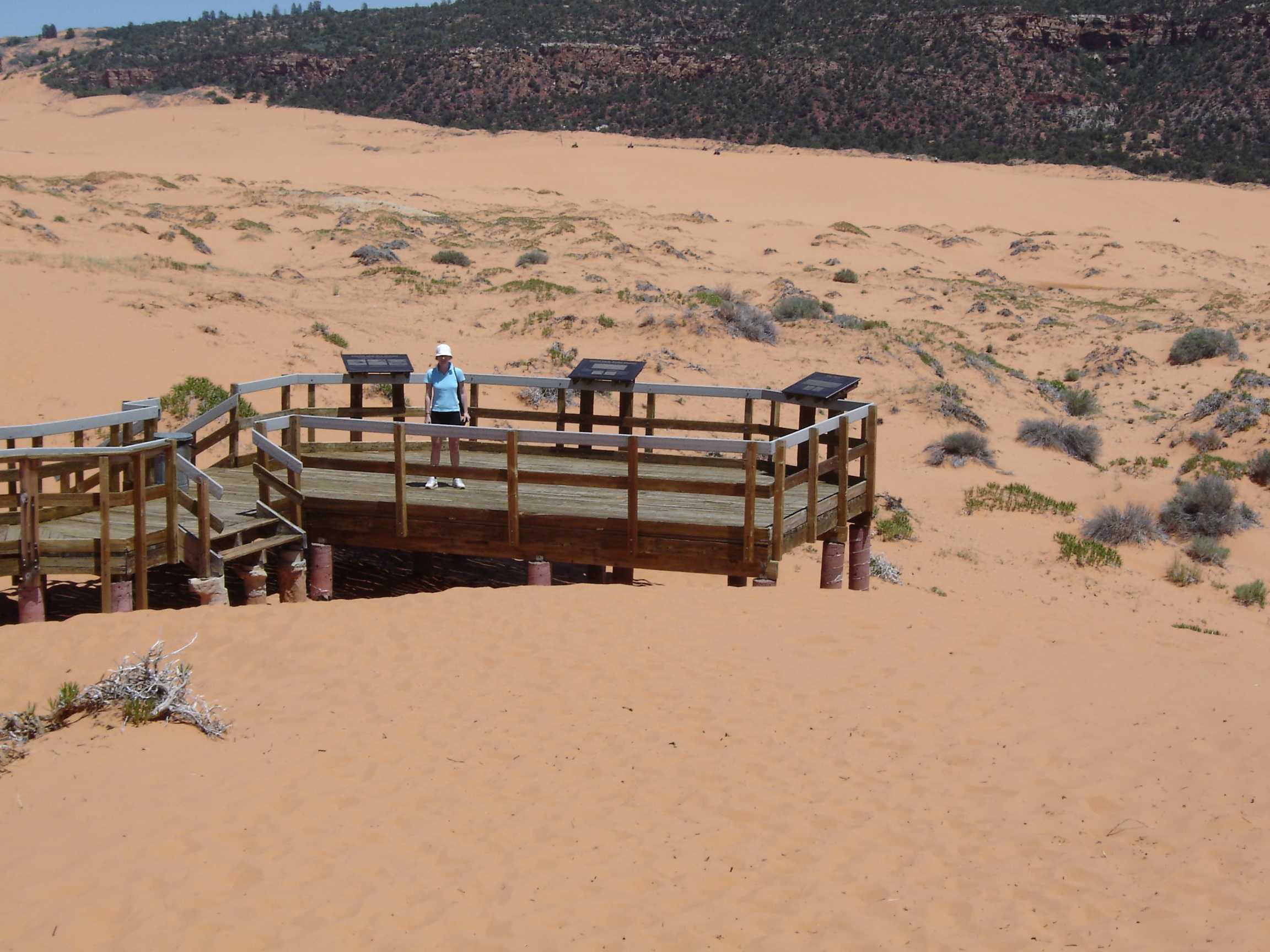
Coral Pink Sand Dunes State Park
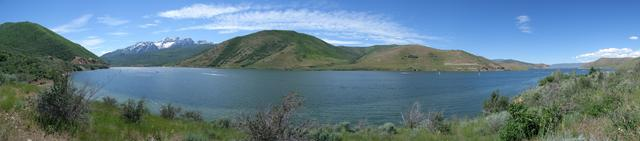
Deer Creek State Park
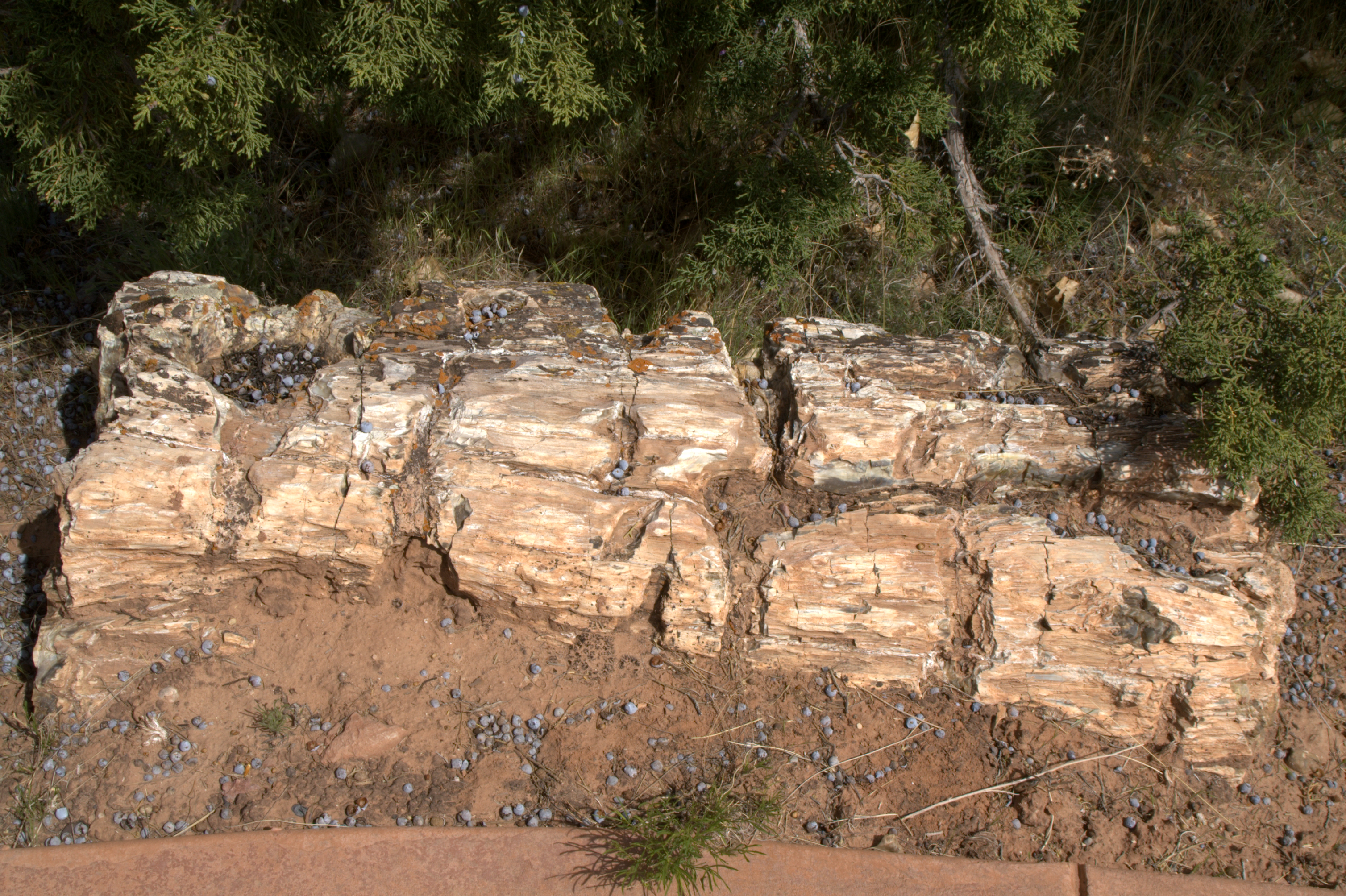
Escalante Petrified Forest State Park
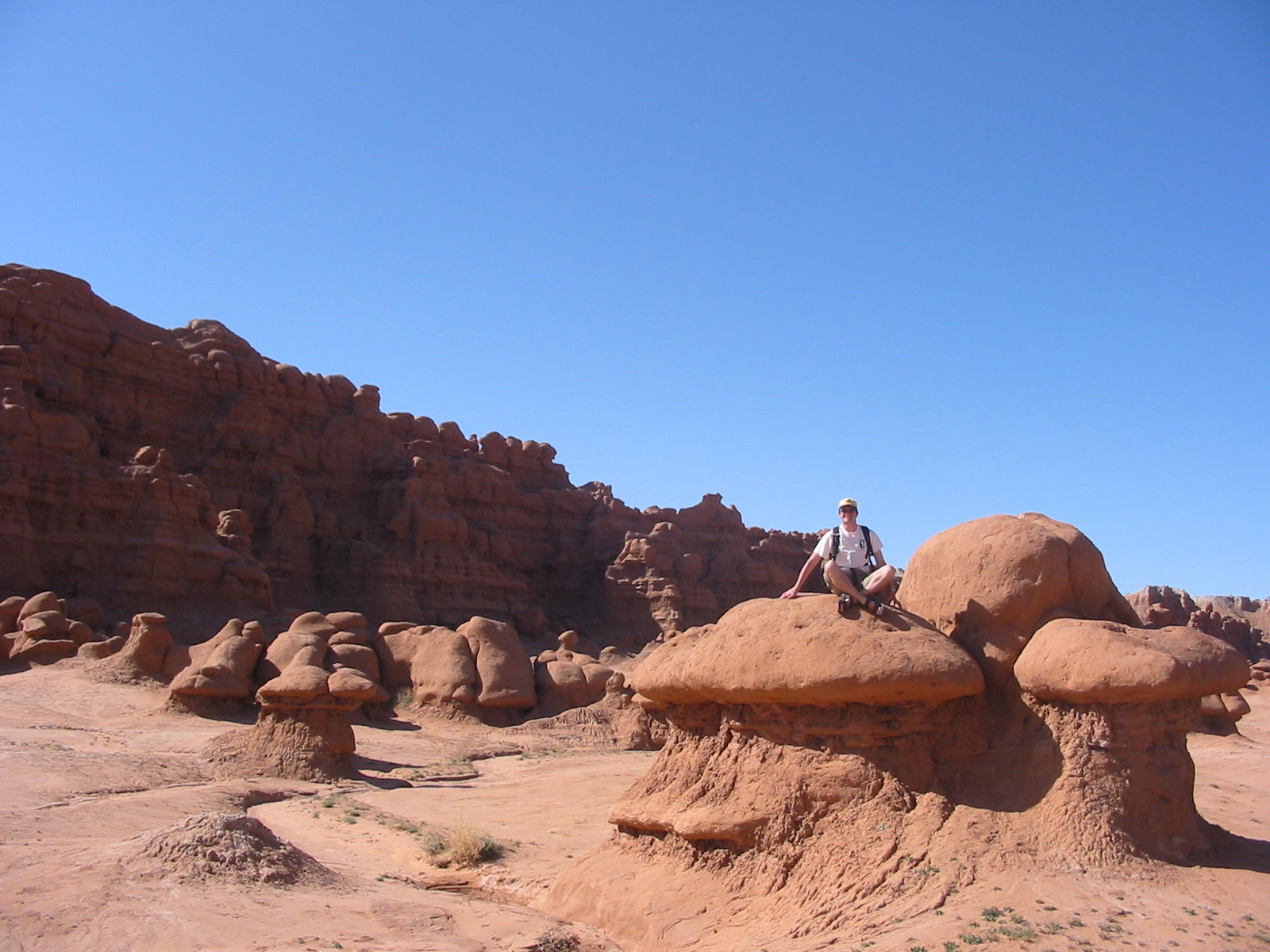
Goblin Valley State Park
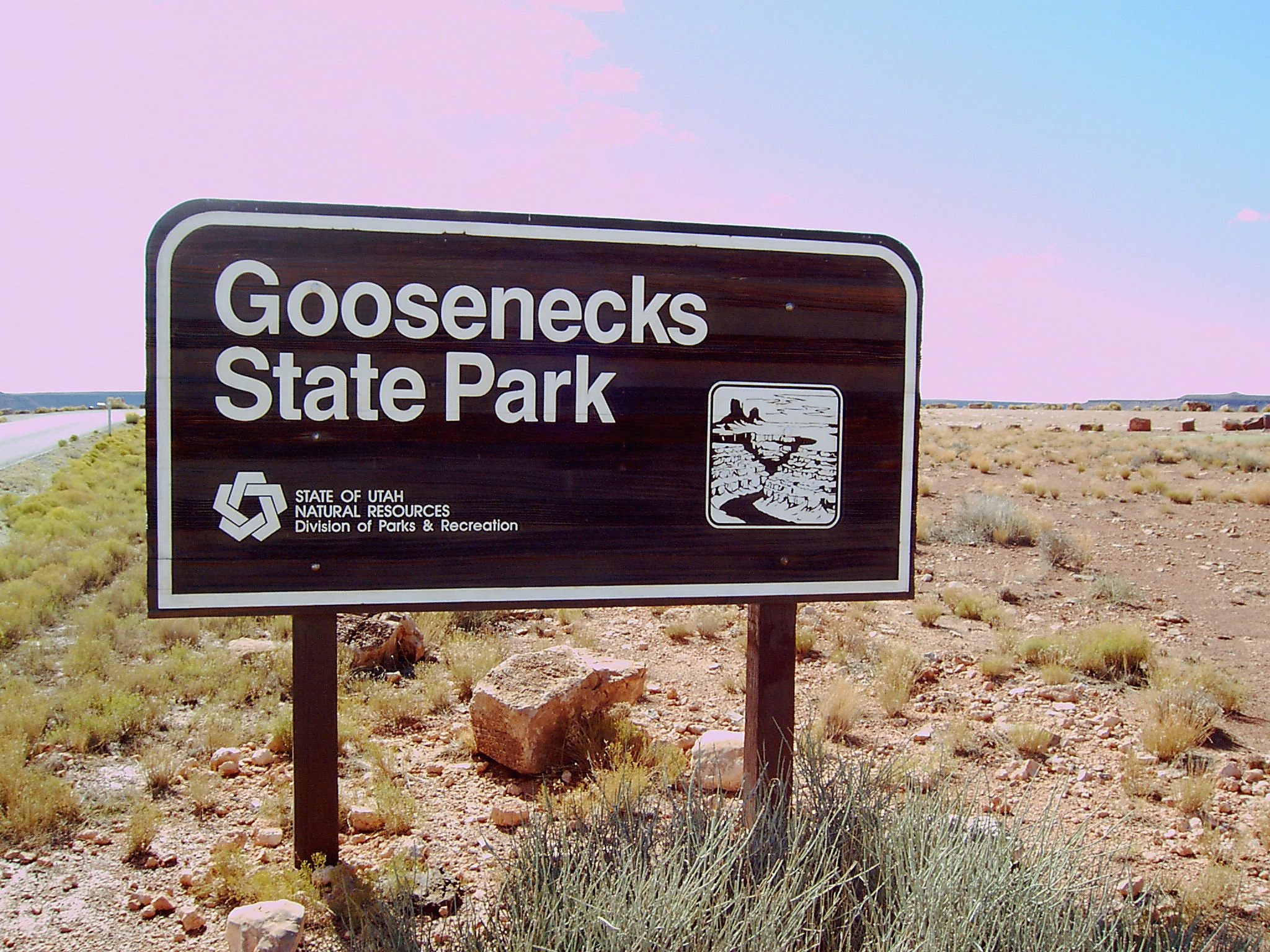
Goosenecks State Park
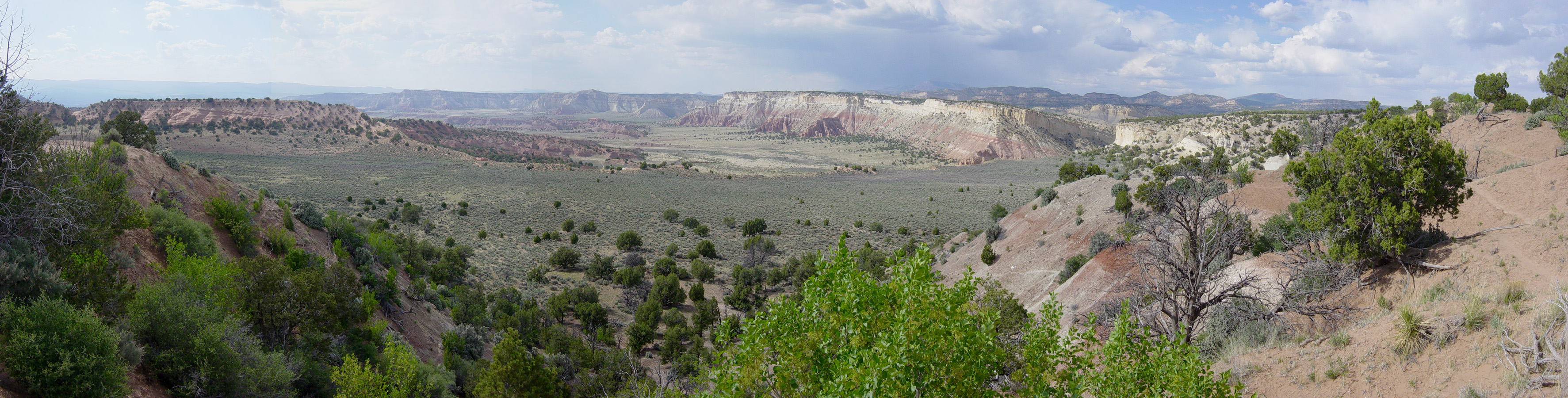
Kodachrome Basin State Park
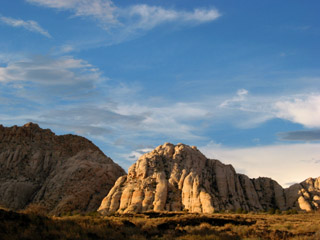
Snow Canyon State Park

## Verweise
1. ↑  Archivierte Kopie (Memento des Originals vom 3. September 2007 im Internet Archive)  Info: Der Archivlink wurde automatisch eingesetzt und noch nicht geprüft. Bitte prüfe Original- und Archivlink gemäß Anleitung und entferne dann diesen Hinweis. The Salt Lake Tribiune 2. August 2007: Celebrating 50 Years of State Parks